# Токтомушев, Абдрасул
Абдрасул Токтомушев (15 [28] июля 1912, Восточный, Семиреченская область — 1995, Бишкек) — советский киргизский поэт, член Союза писателей СССР (с 1938 года). Народный поэт Киргизской ССР (1972).
За заслуги в области развития киргизской советской художественной литературы, Токтомушев был награждён орденом Трудового Красного Знамени (01.11.1958), тремя Почётными грамотами Президиума Верховного Совета Киргизской ССР, тремя Почётными грамотами Центрального Комитета ЛКСМ Киргизии. За роман в стихах, под названием «Алтын Тоо» («Золотая гора») Токтомушев удостоился Государственной премии Киргизской ССР имени Токтогула Сатылганова.

## Биография
Поэт Абдрасул Токтомушев родился в 1912 году в селе Торт-Куль (ныне — Кеминского района Чуйской области) в семье батрака. В 1917 году в пятилетнем возрасте остался сиротой. Его приютила сердобольная дунганка из села Кара-Конуз. У неё Абдрасул прожил до 1922 года. Осенью того же года в село прибыла советская детская комиссия, которая собирала беспризорных детей. Вместе с другими сиротами Токтомушев попал в интернат города Токмака. В 1923 году в интернате подростка нашли дальние родственники и увезли его в Чон-Кемин. На своей родине Абдрасул был вынужден обивать пороги чужих домов и пасти овец. Но благодаря вмешательству аильного совета, будущий поэт смог в 1924—1926 годах посещать сельскую школу. В 1926 году Токтомушев пешком и на попутных телегах добрался до Пишпека (ныне Бишкек), где продолжал учёбу в школе. В 1926 году, отдел народного просвещения Чуйского кантона устроил Токтомушева в детский дом города Токмака, где хорошо учился — там же его приняли в пионеры, а позднее и членом ВЛКСМ. В 1928 году, Абдрасула направили в Среднеазиатский политехникум водного хозяйства, находившийся в городе Ташкенте. Здесь он учился до 1931 года, когда по состоянию здоровья он был вынужден прервать занятия.
С 1932 года до начала Великой Отечественной войны Токтомушев сотрудничал в газетах «Кызыл Кыргызстан», районной газете «Колхоз турмушу», «Ленинчил жаш», занимая должности литературного сотрудника, ответственного секретаря, заведующего отделом. С 1953 по 1957 год Токтомушев заведовал отделами в журналах «Ала-Тоо» и «Чалкан». Поэтические наклонности Токтомушева сказались очень рано, но на литературном поприще он начинал проявлять себя только в 1932 году. Работая в редакциях газет, Абдрасул разъезжал по республике — поэт стремился рассказать об увиденном стихами. Он воспевал труд крестьян, героические будни шахтёров и рабочих, новую эпоху, принёсшую процветание его народу. Его первый сборник стихов «Силачи», объединивший стихи этого плана, увидел свет в 1936 году. В 1951 году Абдрасул вступил в КПСС. Также, Токтомушев являлся членом редакционной коллегии журнала «Чалкан» с 1955 года, то есть со дня выхода в свет его первого номера. Токтомушев являлся членом редакционной коллегии газеты «Кыргызстан маданияты». Абдраскул также избирался членом Правления Союза писателей Кыргызстана на втором (1954), в третьем (1959) и четвёртом (1966) съездах литераторов республики.
Умер в 1995 году в Бишкеке.

## Творчество
В ряд больших поэтов Абдрасула Токтомушева ввела его поэма «Письмо из Какшаала», вышедшая в печати в 1937 году. Девушка-киргизка Сайра, проданная в голодном 1916 году за чашку ячменного толокна и оставаясь в Китае, писала письмо своему голодному народу в советскую Киргизию. Поэма, вобравшая в себя события огромного значения, рассказывала о прошлых горестях и бедах киргизского народа, о нуждах и лишениях бедного люда Китая, о дружбе бедняков различных национальностей: китайцев, киргизов, уйгур, казахов. Хронологически поэма охватывала большой отрезок времени — годы Великой Отечественной войны, период до провозглашения Китайской Народной республики. Работа над поэмой завершилась в конце сороковых годов. Полностью она вышла в печати в 1950 году. Переведённая на русский язык, она была выпущена в московском издательстве и дважды во Фрунзе (ныне Бишкек). Во время декады киргизского искусства и литературы в Москве она получила высокую оценку литературной общественности. В 1938 году печаталась книга стихов Токтомушева, а в памятном 1941 — издался ещё один сборник поэта.
В годы Великой Отечественной войны, Токтомушев написал немало патриотических стихотворений, в которых прославлялись трудовые и ратные подвиги советских людей. Стихи поэта военных лет были собраны в книгах «Солнце» и «Моя страна», опубликованных в 1947 и 1953 годах. После войны, поэт создал ряд произведений, посвящённых темам мира, труда и дружбы (сборники «Дар», 1949 года; «Труд и Счастье», 1952 года; «Путь жизни», 1958 года; «Весна жизни», 1960 года). Заслуженный успех выпал на долю новой поэмы Абдрасула «Любовь и страх», в которой было рассказано о великих достижениях человеческого гения, с тонким лиризмом воспета родная земля. «Любовь и страх» — это гимн науке, учёным-борцам, творцам киргизкой культуры, это песнь любви и жизнеутверждения. В 1962 году, общественность Киргизии широко отметила 50-летие со дня рождения и 30-летие творческого пути Абдрасула Токтомушева. Поэзия Токтомушева зрелой поры отличалась высокой актуальностью тематики, подлинно гуманистическим содержанием. В сборнике «Вольные строки», вышедшем в 1966 году, Абдрасул ещё раз показал себя художником своеобразным, многогранным, поэтом, который всегда находился в творческом поиске. «Вольные строки» были отнесены к числу лучших достижений киргизской поэзии того времени.
Роман в стихах Токтомушева «Золотая гора», первая часть которого вышла в издательстве «Кыргызстан» в 1965 году, а вторая — в 1968 году, повествовала о дореволюционной жизни киргизского народа, о годах борьбы за установление Советской власти на родной земле. Также Токтомушевым было написано немало произведений для детей: «Мечты юношей», «Голос мира», «Белый голубь», «В сердце», «Яркое, как солнце», «Арстанбап», «Как это так?». Поэт оперативно откликался на актуальные проблемы того времени. Отсюда его обращение к боевым жанрам очерка и сатирического рассказа. Его очерки («Узун кыштак», «Комбайнёр Касым», «В объятиях гор», «Джамиля», «Врач по призванию», «На склонах уларьих гор») и сатирические рассказы («Проделки длинного Ахмата», «Пустой бахвал», «Так и должно было случиться», «Концерт Балафана») имели общественных резонанс. Творчество одного из аксакалов киргизской поэзии всё чаще начинало привлекать внимание критиков и литературоведов республики. В периодической печати было опубликовано более пятидесяти рецензий и статей на русском и киргизском языках о творчестве Токтомушева. Абдрасул Токтомушев также успешно трудился в области перевода. Он сделал достоянием киргизского читателя множество произведений Александра Пушкина, Михаила Лермонтова, Тараса Шевченко, Владимира Маяковского, классика таджикской литературы Абдулкадыра Бедиля, ливанских и египетских поэтов, перевёл на киргизский язык книгу стихов кубинского поэта Николаса Гильена. В 1989 году Токтомушев опубликовал автобиографический роман «Уркун» в журнале «Ала-Тоо», но произведение так и не вышло в свет отдельным изданием.

## Память
- В 2012 году в Национальной библиотеке Кыргызстана открылась выставка, посвящённая 100-летию со дня рождения Абдрасула Токтомушева. На ней были представлены экспозиции книги, газетные и журнальные статьи, иллюстрации, отражающие его жизненный и творческий путь[29][30].
- В 2022 году в зале Киргизско-Турецкого центра им. Ч. Айтматова в Национальной библиотеке Кыргызстана, в честь 110-летия Абдрасула Токтомушева, прошла выставка его творчества[31].

### Книги
На русском
- Самаганов Дженбай. Писатели Советского Киргизстана (био-библиографический справочник) / под ред. Жиркова А. В. — Фрунзе: Кыргызстан, 1969. — 643 с. — 24 000 экз.
- Астахова В. А., Любецкая А. И., Цветкова Л. И. Справочник Союза писателей СССР // Адреса и телефоны писателей / под ред. Селихова К. Н. — М.: Советский писатель, 1986. — С. 632.

### Статьи
На русском
- Омелин А. Абдрасул Токтомушев // Советская Киргизия : журнал. — 1939. — 18 апреля.
- Удалов Н. Абдрасул Токтомушев // Советская Киргизия. — 1958. — 27 августа.
- Бообеков К. Абдрасул — детям // Ленинское знамя : газета. — 1962. — 30 августа.
- Самаганов Дженбай. Талантливый поэт Киргизии // Знамя Октября : газета. — 1962. — 31 августа.
- Дооталиев К., Бейшембаев К. Виднейший поэт // Коммунистический труд : газета. — 1962. — 31 августа.
- Манасова К. В Национальной библиотеке Кыргызстана откроется выставка, посвященная 100-летию со дня рождения народного писателя Абдрасула Токтомушева. ИА «24.kg» (10 октября 2012). Дата обращения: 26 февраля 2020.

На киргизском
- Муратов Дж. Письмо из Какшаала (киргиз.) // Ленинчил жаш : газета. — 1938. — 16 октября.
- Эсенкоджоев К. Абдрасул Токтомушев (киргиз.) // Кызыл Кыргызстан : газета. — 1939. — 18 апреля.
- Мамбетов Дж. Стихи А. Токтомушева (киргиз.) // Ленинчил жаш : газета. — 1941. — 23 апреля.
- Акаев К. Сборник стихов «Солнце» (киргиз.) // Советтик Кыргызстан : журнал. — 1948. — Ном. 2. — Б. 66—68.
- Уметалиев Т. Мечты юношей (киргиз.) // Мугалимдерге жардам : журнал. — 1948. — Ном. 11. — Б. 37—39.
- Таштемиров Дж. Письма из Какшаала (киргиз.) // Ленинчил жаш : журнал. — 1951. — 22 апреля.
- Шукурбеков Р. Абдрасул Токтомушев (киргиз.) // Советтик Кыргызстан : журнал. — 1958. — 10 августа.
- Абдраимов Дж. Видный представитель киргизской поэзии (К 50-летию со дня рождения А. Токтомушева) (киргиз.) // Ала-Тоо : журнал. — 1962. — Ном. 7. — Б. 85—96.
- Байгабылов Т. Наш Абдрасул (К 50-летию со дня рождения А. Токтомушева) (киргиз.) // Лениндик туу : газета. — 1962. — 30 августа.
- Бообеков К. Абдрасул для детей (К 50-летию со дня рождения А. Токтомушева) (киргиз.) // Лениндик туу : газета. — 1962. — 30 августа.
- Маймулов С. Рождение стиха (К 50-летию со дня рождения А. Токтомушева) (киргиз.) // Жаш ленинчи : журнал. — 1962. — 30 августа (ном. 8). — Б. 23.
- Бообеков К. Поэт, любимый народом (К 50-летию со дня рождения А. Токтомушева) (киргиз.) // Лениндик туу : газета. — 1962. — 30 августа.
- Абдрасул Токтомушевдин 100 жылдыгы белгиленүүдө (кирг.). Радио Свобода (Кыргызская служба РСЕ/РС) (11 октября 2012). Дата обращения: 26 февраля 2020.
- Абдрасул Токтомушев. Өмүр баяны (кирг.). Sputnik Кыргызстан (2016). Дата обращения: 26 февраля 2020.